# Hazel Blears
Hazel Anne Blears (ur. 14 maja 1956 w Salford) – brytyjska polityk, była minister ds. społeczności i samorządów lokalnych. Członkini Partii Pracy.
Pochodzi z robotniczej rodziny. Jest córkę Arthura i Dorothy Blearsów. Jej starszy o pięć lat brat Stephen jest obecnie kierowcą autobusów w Manchesterze. Hazel uczęszczała do The Wardley Grammar School, a potem do Eccles College. Następnie ukończyła Politechnikę w Nottingham, a następnie podyplomowe studia prawnicze w The College of Law w Chester. W latach 1978–1984 pracowała jako prawnik dla samorządów hrabstwa Wielki Manchester, przez krótki okres prowadziła także własną praktykę i działała w związku zawodowym pracowników samorządowych. W latach 1984–1992 zasiadała w radzie hrabstwa Salford.
W 1987 r. wystartowała w wyborach do Izby Gmin w okręgu Tatton, ale przegrała tam z Neilem Hamiltonem. W 1992 kandydowała bez powodzenia do Izby Gmin w okręgu Bury South, gdzie przegrała o 800 głosów z Davidem Sumbergiem. Blears udało się dostać do parlamentu dopiero w okręgu Salford, obejmującym jej rodzinne miasto, w którym partia wystawiła ją w 1997 r. Początkowo (do 1998 r.) była prywatnym asystentem parlamentarnym ministra stanu w departamencie zdrowia, Alana Milburna. W 1999 r. została na 10 miesięcy parlamentarnym prywatnym sekretarzem naczelnego sekretarza skarbu, Andrew Smitha. W 2001 r. była bardzo mocno zaangażowana w kampanię wyborczą przed kolejnymi wyborami, na jej końcowym etapie odgrywała rolę zastępcy szefa sztabu wyborczego.
Po zwycięskich wyborach weszła do rządu jako parlamentarny podsekretarz stanu w ministerstwie zdrowia odpowiedzialna za programy profilaktyczne. Zasłynęła wówczas jako piewczyni konieczności zwiększenia spożycia owoców i warzyw (tzw. „5-a-day campaign”). W 2003 r. przeszła do ministerstwa spraw wewnętrznych i otrzymała pod swój nadzór m.in. policję i służby antyterrorystyczne. Część mediów oskarżała ją wtedy o prowadzenie polityki nadmiernie stygmatyzującej niektóre środowiska imigranckie. W 2003 r. Blears została wybrana do Narodowego Komitetu Wykonawczego Partii Pracy.
Po wyborach powszechnych 2005 r. w dniu 7 czerwca Blears została członkiem Tajnej Rady, a w 2006 r. została ministrem bez teki i objęła funkcję Party Chair (odpowiednik polskich sekretarzy generalnych) w Partii Pracy. W 2007 r. bez powodzenia kandydowała na fotel wiceprzewodniczącej partii. 28 czerwca 2007 nowy premier Gordon Brown postawił ją na czele resortu społeczności i samorządów lokalnych, zajmującego się tak zróżnicowanymi kwestiami jak sprawy administracji lokalnej, prawa kobiet i mniejszości oraz budownictwo mieszkaniowe.
W 2009 r. Blears została zamieszana w skandal dotyczący nieprawdziwych deklaracji majątkowych deputowanych. 3 czerwca ogłosiła swoją rezygnację ze stanowiska ministra. Zastąpił ją John Denham.
Od 21 października 1989 r. jest żoną Michaela Halsalla, związanego ze środowiskiem sportów motocyklowych. Obecnie także pani minister jest posiadaczką własnego jednośladu. Ponadto interesuje się tańcem i ogrodnictwem. Blears została wychowana jako metodystka, ale ponieważ jej mąż jest katolikiem, uczęszcza również na katolickie msze. Hazel Blears ma 147 cm wzrostu.